# Сегодня увольнения не будет…
«Сегодня увольнения не будет…» — советский среднеметражный художественный фильм, поставленный в 1958 году режиссёрами Александром Гордоном и Андреем Тарковским. Курсовая работа студентов ВГИКа. Совместное производство учебной студии ВГИКа и Центральной студии телевидения. Фильм снимался в городе Курске. Сюжет основан на реальных событиях, происходивших в этом городе и описанных Аркадием Сахниным в очерке «Эхо войны». Фильм следует отличать от ленты Николая Розанцева, который снял независимо и почти одновременно собственный по схожим мотивам данного очерка.

## Сюжет
Посвящение во вступительной заставке:

Всесоюзный Государственный институт кинематографии сорокалетию славного Ленинского комсомола посвящает
Земляные работы на Советской улице. Бригада коммунального хозяйства обнаруживает в недрах земли немецкий склад боеприпасов, оставшийся со времён Великой Отечественной войны и пролежавший в земле 15 лет. Количество взрывчатки равнялось 30 тоннам. Согласно инструкции — разминировать запрещается, даже прикасаться к ним опасно. Но взрывать их тоже невозможно, потому что вокруг жилые кварталы. Работу поручают группе капитана Галича. В 10 часов утра следующего дня всё население эвакуировано за́ город. В страшном котловане остаются всего 7 человек. Они начинают игру со смертью[какую?].

## В ролях
| Актёр               | Роль                                                                     | Примечания          |
| ------------------- | ------------------------------------------------------------------------ | ------------------- |
| Олег Борисов        | капитан Галич — руководитель сапёрной группы                             | в титрах А. Борисов |
| Алексей Алексеев    | полковник Гвелесиани                                                     |                     |
| Пётр Любешкин       | Вершинин — секретарь горкома                                             |                     |
| Олег Мокшанцев      | Вишняков — сапёр                                                         |                     |
| Владимир Маренков   | Васин — сапёр                                                            |                     |
| Игорь Косухин       | Цигнадзе — сапёр                                                         |                     |
| Леонид Куравлёв     | Морозов — солдат-сапёр                                                   | дебют в кино        |
| Станислав Любшин    | Садовников — сапёр                                                       |                     |
| Анатолий Смирнов    | Василий Макарович — человек в ковбойке, во время войны служивший сапёром |                     |
| Алексей Добронравов | доктор Кузьмин                                                           |                     |
| Нина Головина       | жена Галича                                                              |                     |

В двух эпизодических ролях снялись режиссёры фильма — Александр Гордон и Андрей Тарковский.

## Съёмочная группа
- Сценарий: Александр Гордон, Инна Махова, Андрей Тарковский
- Режиссёры: Александр Гордон, Андрей Тарковский

Руководители: И. А. Жигалко, Е. Н. Фосс
Мастерская профессора М. И. Ромма
- Операторы: Лев Бунин, Эрнст Яковлев

Руководитель — доцент К. М. Венц
- Художник — Семён Петерсон
- Звукооператор — О. Полисонов
- Музыкальное оформление Юрий Мацкевич